# Cripple Crow
Cripple Crow è un album di Devendra Banhart pubblicato il 13 settembre 2005 per la XL Recordings. È il sesto album di Devendra Banhart ed il suo primo con l'etichetta XL Recordings.

## Tracce
1. Now That I Know – 4:53
2. Santa Maria da Feira – 4:35
3. Heard Somebody Say – 3:20
4. Long Haired Child – 3:45
5. Lazy Butterfly – 4:00
6. Quedate Luna – 3:07
7. Queen Bee – 2:44
8. I Feel Just Like a Child – 4:46
9. Some People Ride the Wave – 2:27
10. The Beatles – 1:44
11. Dragonflys – 0:59
12. Cripple Crow – 5:58
13. Inaniel – 3:43
14. Hey Mama Wolf – 3:52
15. Hows About Tellin a Story – 1:21
16. Chinese Children – 5:17
17. Saw Kill River – 1:52
18. I Love That Man – 2:26
19. Luna de Margarita – 2:07
20. Korean Dogwood – 4:02
21. Little Boys – 5:20
22. Canela – 4:27

## Musicisti
- Devendra Banhart – chitarra acustica, chitarra elettrica, voce, produttore, missaggio, grafica
- Andy Cabic – produttore
- Noah Georgeson – produttore, engineer, missaggio
- Thom Monahan – produttore, engineer, missaggio
- Galen Pehrson – grafica